# 小池和良
小池 和良（こいけ かずみ、1952年 - ）は、スペイン語学者、拓殖大学教授、副学長。男性。
1975年青山学院大学文学部仏文科卒、1986年東京外国語大学大学院修士課程修了。2000年スペイン国立通信教育大学博士課程修了、文学博士。1989年拓殖大学外国語学部専任講師、92年助教授、2000年教授。2011年、NHK「まいにちスペイン語」講師。

## 著書
- 『スペイン語作文の方法 構文編』第三書房 2002
- 『多国籍スペイン語入門』同学社 2002
- 『スペイン語初級文法』ディーティーピー出版 2005
- 『スペイン語作文の方法 表現編』第三書房 2006

### 共編著
- 『スペイン人が日本人によく聞く100の質問』原誠共著 三修社 1989
- 『スペイン語を学びましょう』上野勝広共著 朝日出版社 1996
- 『太郎と学ぶスペイン語 マドリード編』上野勝広共著 朝日出版社 2004
- 『小学館 和西辞典』安富雄平,廣康好美,小池ゆかり共編集　2014

## 参考
- J-GLOBL